# Гитлер, Паула
Паула Гитлер (нем. Paula Hitler, с 1936 по 1957 — Паула Вольф (нем. Paula Wolff); 21 января 1896, Фишльхам, Австро-Венгрия — 1 июня 1960, Берхтесгаден, Бавария, ФРГ) — младшая сестра Адольфа Гитлера, последний ребёнок Алоиса Гитлера и его третьей жены Клары Гитлер. Паула и Адольф были единственными родными (полнородными) братом и сестрой, дожившими до совершеннолетия.

## Биография
Отец Паулы Гитлер — Алоис Гитлер (1837—1903), был сначала сапожником, а потом таможенным служащим; мать — Клара (1860—1907), урождённая Пёльцль, была племянницей Алоиса (дочерью его единокровной сестры) и сначала работала у него домработницей. В 6 лет Паула потеряла отца, а когда ей было 11, умерла её мать Клара.
Её брат Адольф в феврале 1908 года после смерти матери оформил сиротские пенсии себе и сестре. В мае 1911 года он отказался от положенной ему сиротской пенсии в пользу Паулы, так как продажа собственных картин стала приносить ему достаточный доход.
С 1920 по 1930 год Паула Гитлер работала секретаршей в страховой компании на Пратерштрассе в Вене.
В 1920 году её навестил брат. После смерти матери в 1907 году они почти не общались. В апреле 1923 года Паула Гитлер впервые выехала за границу, посетив Мюнхен, где её брат стал видным политическим деятелем и лидером НСДАП. После путча Гитлера-Людендорфа, в отличие от своей сводной сестры Ангелы и её детей, она не навещала своего брата во время его тюремного заключения в Ландсберге. Отношения между ними были довольно отдаленными, Паула Гитлер не хотела переезжать в Мюнхен. В 1929 году Гитлер поручил своей племяннице Гели Раубаль, которая жила с ним, пригласить всю семью на съезд национал-социалистической партии в Нюрнберге. По его распоряжению его родственникам было запрещено вступать в НСДАП. В отличие от Геринга, который назначал своих родственников на различные должности, родственникам Гитлера не были предоставлены какие-либо официальные функции или должности, «фюрер» строго держал своих родственников в тени.
2 августа 1930 года страховая компания уволила Паулу Гитлер с работы, по её словам — «поскольку стало известно, кто мой брат». Она жила в 18-м районе Вены.
Летом 1934 года Паула Гитлер поехала в Вальдфиртель навестить свою тётю Терезу Шмидт, сестру матери. В июле 1934 года находящиеся на нелегальном положении австрийские национал-социалисты призвали к восстанию, канцлер Энгельберт Дольфус был застрелен, тогда как австрийский легион собрался в Баварии, чтобы совершить путч в Австрии. В меморандуме начальника службы безопасности федеральной земли Нижняя Австрия зафиксирован обыск в доме Шмидтов, родственников Гитлера: полицейские обнаружили закопанные в землю четыре винтовки, 45 патронов, пять единиц снаряжения СА и различный национал-социалистический пропагандистский материал. Присутствовавшая при обыске Паула Гитлер раскритиковала действия полицейских как «акты терроризма со стороны правительства», что она также повторила в более позднем заявлении властям района Гмюнд. Племянник Гитлера Антон Шмидт был арестован на шесть недель за незаконное хранение оружия.
Зимой 1936 года Паула Гитлер посетила Олимпийские игры в Гармиш-Партенкирхене. Согласно её показаниям, в тот момент её брат наказал ей жить инкогнито; в целях собственной безопасности она отказалась от фамилии Гитлер и называла себя Вольф. После аннексии Австрии в 1938 году Паула стала свидетельницей выступления Гитлера на Хельденплац в Вене.
Она обручилась с врачом Эрвином Екелиусом, который отвечал за национал-социалистическую программу эвтаназии в Австрии. Как следует из материалов допроса Екелиуса следователем Главной военной прокуратуры СССР в 1948 году, когда она попросила брата дать согласие на брак, Гитлер отказался: он хотел сам решать, кому можно приближаться к его семье, а кому нет. Екелиус отправился на Восточный фронт и в 1945 году попал в советский плен. В мае 1952 года он умер от рака мочевого пузыря в советском трудовом лагере.
С 1938 года Паула жила одна на Герстхоферштрассе 36/3 в Вене. Здесь она уже носила фамилию Вольф. Однако бывшему семейному врачу семьи Гитлера Эдуарду Блоху удалось разыскать эту квартиру. Блох хотел попросить её о ходатайстве перед братом, чтобы ему снова предоставили доступ к его состоянию, которое должно было помочь ему эмигрировать за границу. Он постучал в дверь Паулы Вольф, но не получил ответа. Сосед объяснил ему, что госпожа Вольф никого не принимает без предупреждения.
За отсутствием достоверных источников нельзя точно сказать, поддерживал ли Адольф Гитлер свою сестру материально до 1933 года. Согласно её собственному заявлению, с 1930 года он давал ей 250 шиллингов в месяц, а с 1938 года 500 рейхсмарок в месяц. Кроме того, Гитлер подарил ей ещё 3000 рейхсмарок в качестве рождественского подарка. Его интерес к Пауле возрос после того, как в 1938 году он поссорился со своей сводной сестрой Ангелой, которая жила в Бергхофе. Признаком этого может быть присутствие Паулы на Байройтском фестивале в 1939 году.
Во время Второй мировой войны она в основном работала секретарём в военном госпитале. 14 апреля 1945 года, по-видимому, по приказу Мартина Бормана её доставили в Берхтесгаден, где находилась летняя резиденция Гитлера Бергхоф.
В мае 1945 года Паула Гитлер была арестована и допрошена офицерами американской разведки. В ходе многочисленных допросов они не смогли установить ни её личных преступлений, ни членства в партии. После войны радио и газеты постоянно сообщали о зверствах нацистов. В июне 1945 года, находясь под стражей, она, среди прочего, сказала: «Я не верю, что мой брат приказал совершить преступления против бесчисленного количества людей в концентрационных лагерях, или что он даже знал об этих преступлениях. Я должна говорить о нём хорошо, в конце концов, он мой брат. Он уже не может защищаться». Принципиальное подтверждение этого заявления можно найти в сохранившихся фрагментах разговора с Паулой Гитлер, снятого в 1958 году британским режиссёром-документалистом Питером Морли.
После освобождения она вернулась в Вену, где работала в художественном салоне. 1 декабря 1952 года переехала в небольшую однокомнатную квартиру площадью 16 квадратных метров в Берхтесгадене и жила на социальную помощь. Умерла от рака желудка 1 июня 1960 года. Похоронена на кладбище Бергфридхоф в Берхтесгадене под именем Паула Гитлер.
Поскольку у неё не осталось никаких родственников, которые следили бы за могилой, в октябре 2007 года на её надгробье появилась табличка с именами супружеской пары, которая владела этим участком и была похоронена здесь в 2005 и 2006 годах.